# Naturalisme (schilderkunst)

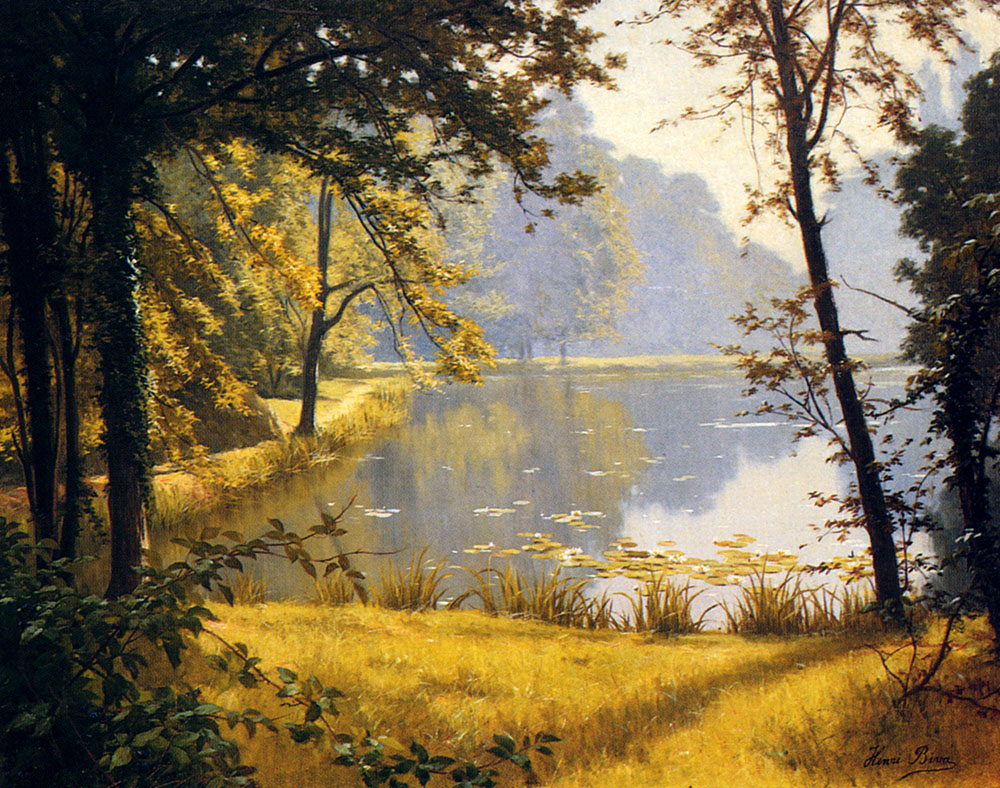
Henri Biva: Vijver met lelies, ca. 1918

Het naturalisme is in de schilderkunst een term die aanduidt hoe sterk iets werkelijk naar de natuur is weergegeven. In de volksmond ook vaak realistisch genoemd. De term is in principe tijdloos en werd al door de Grieken gebezigd onder de naam mimesis. Naturalisme wordt over het algemeen gezien als de tegenhanger van idealisering, het mooier, idealer, beter maken van een voorstelling dan dat het er daadwerkelijk uitziet. Hoewel de Grieken de term mimesis gebruikten, waren zij bij uitstek de kunstenaars die een sterk geïdealiseerde voorstelling maakten van figuren. Denk bijvoorbeeld aan de Speerdrager van Polikleitos: een overtuigende mens, met naturalistische elementen (hij lijkt echt), maar wel een sterk geïdealiseerde, goed gevormde versie van een mens.
Een hogere mate van naturalisme in de schilderkunst zien we pas vanaf de vroege renaissance met onder anderen de Vlaamse Primitieven (waar het zich uit in stofuitdrukking) en later expliciet bij de Italiaanse kunstenaar Caravaggio, die erg naturalistische details toevoegt aan zijn heiligen door ze rimpels, haakneuzen, en vuile nagelriemen te geven. Uiteindelijk ging het naturalisme zich sterker manifesteren in de 19e eeuw.
Naturalisme is in de kunstgeschiedenis iets anders dan realisme, dat vooral een aanduiding is van een specifieke kortstondige 19e-eeuwse stroming onder leiding van Gustave Courbet.